# Dunham Jackson
Dunham Jackson (* 24. Juli 1888 in Bridgewater (Massachusetts); † 6. November 1946) war ein US-amerikanischer Mathematiker, der sich mit reeller Analysis (Approximationstheorie, orthogonale Funktionen) beschäftigte.
Jackson studierte ab 1904 in Harvard (Bachelor 1908, Master 1909), unter anderem bei Maxime Bôcher, und dann mit einem Stipendium 1909 bis 1911 an der Universität Göttingen. Er promovierte 1911 bei Edmund Landau in Göttingen (Über die Genauigkeit der Annäherung stetiger Funktionen durch ganze rationale Funktionen gegebenen Grades und trigonometrische Summen gegebener Ordnung). Die Arbeit gewann einen Preis der Göttinger Fakultät, wurde aber nie veröffentlicht. Er war ab 1911 Instructor in Harvard und ab 1916 Assistant Professor. Im Ersten Weltkrieg arbeitete er in der ballistischen Abteilung der US-Armee mit Forest Ray Moulton. Ab 1919 war er Professor an der University of Minnesota in Minneapolis, was er bis zu seinem Tod blieb. In seinen letzten Jahren war er durch einen schweren Herzanfall 1940 allerdings schon in seiner Lehre behindert.
Jacksons Hauptarbeitsgebiet war die Approximationstheorie. Ein von ihm in seiner Dissertation gefundener Zusammenhang zwischen dem Stetigkeitsmodul einer stetigen Funktion und dem Fehler der besten Approximation durch Polynome festen Grades heißt heute Satz von Jackson oder Jackson-Ungleichung. Auch das (ebenfalls auf ihn zurückgehende) Analogon für Approximation periodischer stetiger Funktionen durch trigonometrische Polynome wird so genannt. Jackson beschäftigte sich mit auch mit anderen mathematischen Gebieten, insbesondere arbeitete er in späteren Jahren auch über Statistik.
1915 wurde Jackson in die American Academy of Arts and Sciences gewählt. 1921 war er Vizepräsident der American Mathematical Society, deren Colloquium Lecturer er 1925 war. 1924 bis 1925 war er Vizepräsident und 1926 Präsident der Mathematical Association of America. 1935 erhielt er den Chauvenet-Preis und wurde zum Mitglied der National Academy of Sciences gewählt. 1936 wurde er Fellow der American Physical Society.
Jackson war seit 1918 verheiratet und hatte zwei Töchter.